# دين كابوبيانكو
دين كابوبيانكو (بالإنجليزية: Dean Capobianco)‏ هو منافس ألعاب قوى أسترالي، ولد في 11 مايو 1970 في برث في أستراليا.

## وصلات خارجية
- دين كابوبيانكو على موقع الاتحاد الدولي لألعاب القوى (الإنجليزية)
- دين كابوبيانكو على موقع النتائج التاريخية لألعاب القوى الأسترالية (الإنجليزية)
- دين كابوبيانكو على موقع أوليمبيديا (الإنجليزية)
- دين كابوبيانكو على موقع اللجنة الأولمبية الأسترالية (الإنجليزية)